# Тодор Милев (офицер)
Вижте пояснителната страница за други личности с името Тодор Милев.
Тодор Иванов Милев е български офицер, генерал-майор.

## Биография
Тодор Милев е роден на 4 юни 1947 г. в град Бяла. От 1976 г. е агент на Държавна сигурност към управление III-VIII-V, управление III-VIII-I с псевдоним „Дерменджиев“. В периода 10 септември 1992 – 6 март 2000 г. е началник на Разузнавателното управление в Гл. щаб на Сухопътните войски. На 26 юни 1996 г. вследствие на реорганизация на управлението е освободен от длъжността началник на Разузнавателното управление в Командването на Сухопътните войски и назначен за началник на Разузнавателното управление в Главния щаб на Сухопътните войски. На 22 април 1997 г. е удостоен с висше военно звание генерал-майор. На 25 февруари 2000 г. е освободен от длъжността началник на Разузнавателното управление на Главния щаб на Сухопътните войски и назначен за началник на Разузнавателното управление на Генералния щаб на Българската армия. На 7 юли 2000 г. е удостоен с висше военно звание генерал-майор. По-късно е почетен председател на Асоциация „Български командоси“. На 6 юни 2002 г. е освободен от длъжността началник на Разузнавателното управление на Генералния щаб на Българската армия.